# Purús-Brüllaffe

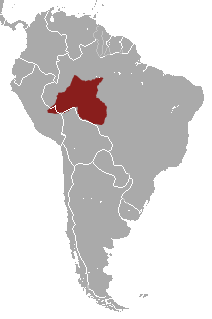
Das Verbreitungsgebiet des Purús-Brüllaffen im westlichen Amazonasgebiet

Der Purús-Brüllaffe (Alouatta puruensis) ist eine Primatenart aus der Gattung der Brüllaffen innerhalb der Klammerschwanzaffen (Atelidae). Er lebt im Westen des brasilianischen Amazonasbeckens. Zwischen der Mündung des Rio Juruá und der Mündung des Rio Madeira in den Amazonas bildet letzterer die Nordgrenze des Verbreitungsgebietes, im Nordwesten ist es der Rio Juruá, im Südwesten der Rio Guaporé und im Osten der Rio Juruena und der Rio Madeira.

## Merkmale
Der Purús-Brüllaffe wird etwa so groß wie der Juruá-Brüllaffe (Alouatta juara), wobei Männchen größer und schwerer werden als die Weibchen. Er zeigt auch einen deutlichen Geschlechtsdimorphismus bezüglich der Färbung. Männchen sind dunkel rotbraun oder dunkelrot gefärbt mit einem gelbgoldenen Einschlag auf der Rückenmitte und zwischen den Schultern. Dort sind die Haare dunkelrot mit gelbgoldenen Spitzen. Weibchen haben ein gelbgoldenes Fell, Gliedmaßen und Schwanz sind orangefarben und nur die distalen Abschnitte von Armen und Beinen, die Schwanzbasis und der Bart sind dunkel rotbraun.

## Lebensraum und Lebensweise
Purús-Brüllaffen leben in immergrünen, tropischen Regenwäldern und sind in den saisonal überfluteten Várzea- und Igapó-Wäldern häufiger als in den außerhalb der Überschwemmungsgebiete der Flüsse gelegenen Terra-Firme-Wäldern. Ihre Lebensweise ist bisher nicht genauer erforscht worden, es ist aber anzunehmen, dass sie weitgehend mit der des Roten Brüllaffen (Alouatta seniculus) und der des Juruá-Brüllaffen (Alouatta juara) übereinstimmt. Die Affen leben also in Kleingruppen mit einem Männchen und mehreren Weibchen mit ihren Jungtieren und ernähren sich vor allem von Blättern. Daneben werden Früchte, Sprossen, Knospen, Blüten, Samen, Moose und gelegentlich auch Insekten verspeist.

## Systematik
Der Purús-Brüllaffe wurde 1941 durch den schwedischen Zoologen Einar Lönnberg als Unterart des Roten Brüllaffen (Alouatta seniculus) erstmals wissenschaftlich beschrieben. Er wurde nach dem Rio Purus benannt, in dessen Einzugsbereich die für die Erstbeschreibung untersuchten fünf Typusexemplare gesammelt wurden. Der brasilianische Biologe Renato Gregorin gab dem Purús-Brüllaffe in seiner 2006 publizierten Untersuchung zur Verbreitung und Taxonomie brasilianischer Brüllaffen den Status einer eigenständigen Art und heute wird er bei der Internationalen Union zur Bewahrung der Natur (IUCN) und ihrer Primate Specialist Group ebenfalls als eigenständige Art gelistet.

## Gefährdung
Die IUCN schätzt den Bestand des Purús-Brüllaffen als gefährdet (Vulnerable) ein. Im größten Teil des Verbreitungsgebiets der Art findet ein zunehmender Verlust von Lebensräumen statt. Außerdem wird sie gejagt. Sehr geringe natürliche Populationsdichten in den Terra Firme-Wäldern machen diese Art anfällig für anthropogene Bedrohungen. Sie kommt aber auch in zahlreichen Schutzgebieten vor.

## Belege
1. 1 2 3 4 5  
Cornejo, F.M., Boubli, J.P., Alves, S.L., Bicca-Marques, J.C., Cortés-Ortiz, L., Calouro, A.M. & de Melo, F.R. 2021. Alouatta puruensis (amended version of 2020 assessment). The IUCN Red List of Threatened Species 2021: e.T136787A190430767. doi: 10.2305/IUCN.UK.2021-1.RLTS.T136787A190430767.en. Abgerufen am 29. Juli 2022.
2. ↑  
A. B. Rylands & R. A. Mittermeier: Family Atelidae (Howlers, Spider and Woolly Monkeys and Muriquis). Seite 525 in Russell A. Mittermeier, Anthony B. Rylands & Don E. Wilson: Handbook of the Mammals of the World - Volume: Primates. Lynx Editions, 2013, ISBN 978-8496553897
3. 1 2  
Renato Gregorin: Taxonomia e variação geográfica das espécies do gênero Alouatta Lacépède (Primates, Atelidae) no Brasil / Taxonomy and geographic variation of species of the genus Alouatta Lacépède (Primates, Atelidae) in Brazil. • Revista Brasileira de Zoologia 23 (1) • Mar 2006 • doi: 10.1590/S0101-81752006000100005
4. ↑  
Einar Lönnberg: Notes on members of the genera Alouatta and Aotus. - Stockholm : Almqvist & Wiksell, 1941
5. ↑  Primates of the Neotropics (Seite nicht mehr abrufbar, festgestellt im April 2024. Suche in Webarchiven)  Info: Der Link wurde automatisch als defekt markiert. Bitte prüfe den Link gemäß Anleitung und entferne dann diesen Hinweis.